# Trolual

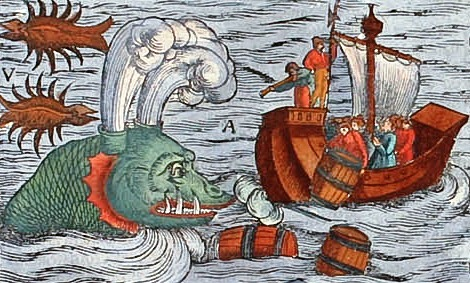
Trolual menaçant un navire (gravure de la seconde moitié du XVI).

Trolual est le nom donné à un monstre marin présent dans d'anciens récits de marins et de pêcheurs de la mer de Norvège (Islande et îles Féroé). Apparu dans la littérature européenne au XVIe siècle, il désignerait en réalité une baleine ou un cachalot dont la dangerosité, exagérée, est attribuée à une nature malfaisante.

## Origine et étymologie
Trolual ou trolval est la transcription latine d'un terme norrois, trollwal, formé à partir de troll (esprit malfaisant, quelquefois assimilé au diable par la tradition chrétienne, d'où la germanisation en Teufel) et de wal (baleine). Il désigne ainsi une baleine-troll ou une « baleine diabolique » qui provoquerait des naufrages en renversant des navires (ce qui est possible concernant des cétacés et de petits bateaux de pêche) ou en étant prise pour une île par des marins qui se mettraient en danger en accostant sur son dos (fait improbable relevant davantage de la mythologie et de récits légendaires comme ceux de Saint Brandan, de l'hafgufa et de l'aspidochélon).
Le trolual est mentionné pour la première fois en 1539 dans le livret explicatif de la Carta Marina du suédois Olaus Magnus : « Der vorgenant valfisch vürdt in den landen genant trolval das ist auff teütsch die teüfel valen. » (« La baleine susmentionnée est, dans ce pays [l'Islande], appelée trolual, ce qui signifie, en allemand, baleine diabolique »). Le texte allemand ne faisant aucune distinction entre les lettres u, v et w, toutes écrites comme des u, on peut aussi bien lire trolual que trolval ou trolwal. Il est à noter que ni la légende latine de la Carta Marina du géographe suédois ni le livre XXI de son Historia de Gentibus Septentrionalibus (1555) n'utilisent ce mot, auquel ils préfèrent des termes latins plus génériques tels que balena ou ceti.

## Le trolual dans la littérature

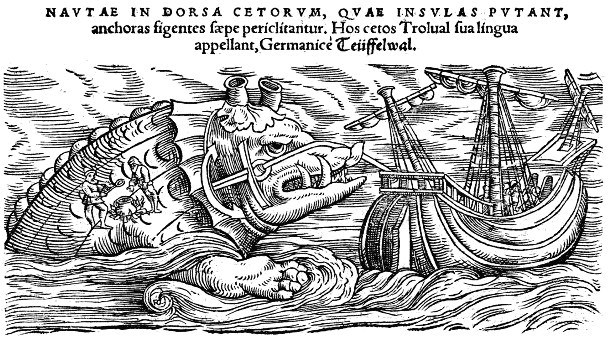
Le trolual, vignette de l'ouvrage de Gessner (1558) directement inspirée de la Carta Marina d'Olaus Magnus.

Le trolual réapparaît dès 1558, dans le quatrième livre du traité de zoologie de Conrad Gessner, Historiae animalium. Sa description reprend les observations et les anecdotes sur les baleines tirées des travaux d'Olaus Magnus.
Le terme est ensuite repris en 1560 par Barthélemy Aneau dans une « histoire fabuleuse » intitulée Alector ou le Coq : le trolual, décrit comme « un horrible monstre marin [...] aussi grand qu'une petite île en mer », y est vaincu par les deux héros du roman, Franc-Gal et son fils Alector, qui chevauchent un hippopotame volant. Cette scène a lieu dans la contrée asiatique imaginaire de Tangut, donc très loin des mers froides qui ont vu naître le mythe du trolual.
Les descriptions d'Olaus Magnus et de Gessner, ainsi que leurs illustrations, tenaient encore beaucoup des bestiaires médiévaux et de leur goût pour le merveilleux. Or, à partir du XVIIIe siècle, grâce aux progrès des observations offerts par les échouages et par le développement de la pêche baleinière, les naturalistes cessent d’accréditer les légendes relatives au trolual puis renoncent à voir dans cet animal une espèce distincte des cétacés déjà connus : Valmont de Bomare le présente en 1775 comme une espèce de baleine qui « culbute » souvent les barques des pêcheurs (et non de grands navires, comme dans les gravures fantaisistes de la Renaissance), tandis que Desmarest estime qu'il « doit appartenir au genre des baleines ou à celui des cachalots » (1828).

## Iconographie
Les premières représentations du trolual dérivent des illustrations de baleines contenues dans les travaux susmentionnés d'Olaus Magnus.
Une vignette de l'ouvrage de Gessner reprend ainsi l'illustration de la Carta Marina représentant des marins ayant jeté l'ancre sur une baleine qu'ils ont confondue avec une île.
Compilant les monstres marins de cette même carte, une planche au monogramme « MHF », insérée dans certaines éditions de la Cosmographie universelle de Sébastien Münster (dont l'édition originale de 1545 ne mentionne pas de tels monstres), représente un trolual menaçant un navire : un marin tente d'effrayer le monstre en soufflant dans une trompette pendant que ses compagnons jettent des tonneaux par-dessus bord en guise de diversion. La créature est affublée d'une gueule et de crocs monstrueux tandis que les deux gerbes d'eau sortant de ses évents évoquent des cornes, allusion à sa prétendue nature diabolique.

## Toponymie
Un îlot situé entre l'île Adélaïde et la péninsule Antarctique a été baptisé « Trolval Island ».